# Harald Wenzel
Harald Wenzel (* 29. Juli 1955 in Bruchsal) ist ein deutscher Soziologe und Professor an der Freien Universität Berlin.

## Leben
Harald Wenzel war von 1986 bis 1988 Wissenschaftlicher Angestellter am Institut für Soziologie der Ruprechts-Karls-Universität Heidelberg. Von 1989 bis 1990 war er ebendort Wissenschaftlicher Assistent. Von 1990 bis 1996 war Wenzel wissenschaftlicher Assistent am John-F.-Kennedy-Institut für Nordamerikastudien der Freien Universität Berlin. 1993–1994 war er John F. Kennedy Fellow am Minda de Gunzburg Center for European Studies der Harvard University. Anschließend war er bis 2002 Oberassistent am John-F.-Kennedy-Institut der Freien Universität Berlin. 
Von 2002 bis 2004 war er Inhaber des Lehrstuhls für Allgemeine Soziologie an der Staatswissenschaftlichen Fakultät der Universität Erfurt. Seit 2004 ist Wenzel Inhaber des Lehrstuhls für die Soziologie Nordamerikas am John-F.-Kennedy-Institut für Nordamerikastudien der Freien Universität Berlin.

## Veröffentlichungen (Auswahl)

### Monografien
- George Herbert Mead zur Einführung. Junius Verlag, Hamburg 1990, ISBN 3-88506-855-9.
- Die Ordnung des Handelns. Talcott Parsons' allgemeines Handlungssystem. Suhrkamp Verlag, Frankfurt am Main 1991, ISBN 978-3-518-58071-4.
- Die Abenteuer der Kommunikation. Echtzeitmassenmedien und der Handlungsraum der Hochmoderne. Velbrück Wissenschaft, Weilerswist 2001, ISBN 978-3-93473019-9.

### Herausgeberschaften
- Die Amerikanisierung des Medienalltags. (= Nordamerikastudien Band 4). Campus, Frankfurt am Main 1998, ISBN 978-3-593-35717-1.